# Nanos
Nanos (Duits: Sankt Gotthard) is een plaats in Slovenië en maakt deel uit van de gemeente Vipava in de NUTS-3-regio Goriška. De plaats telde 20 inwoners op 1 januari 2020.

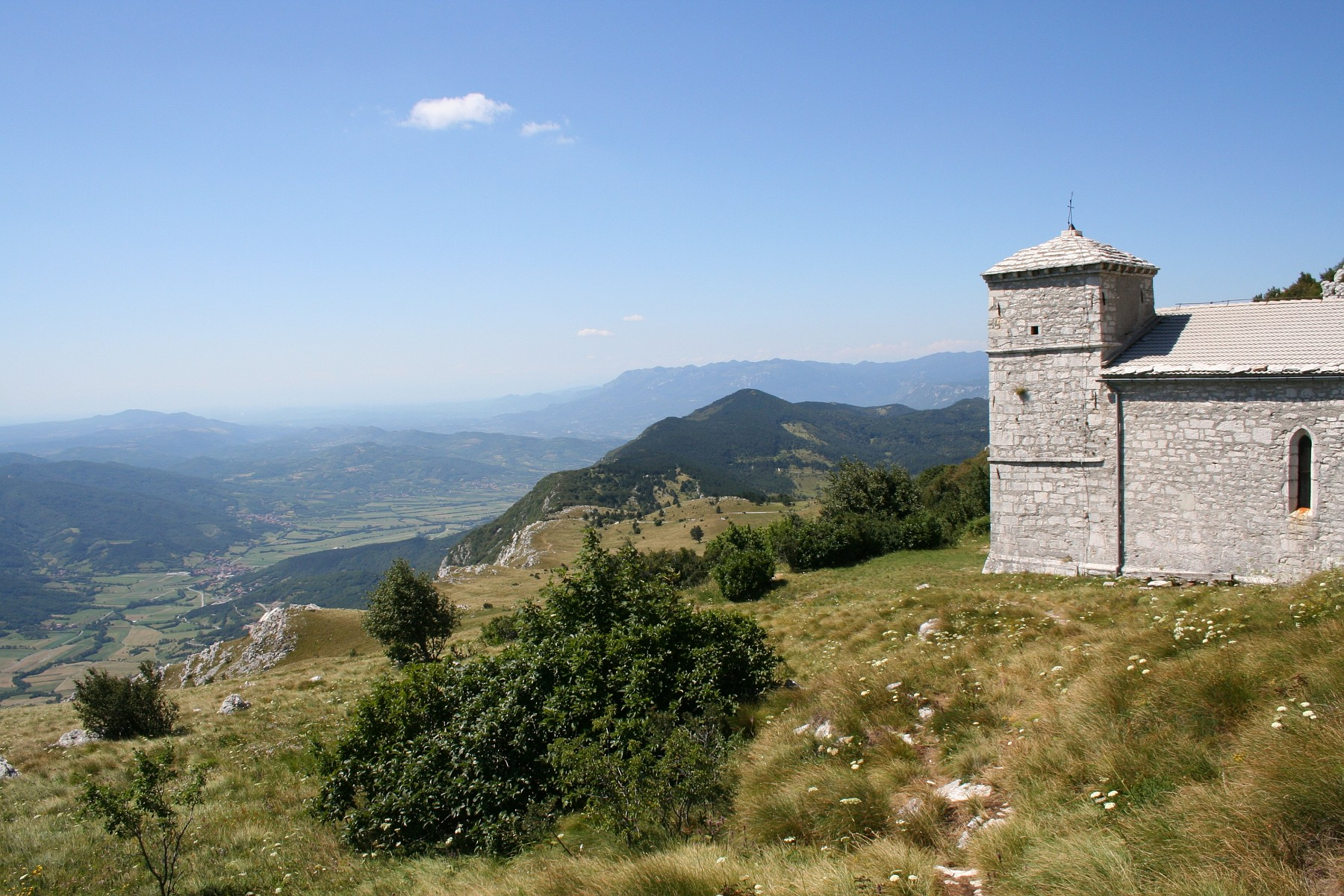
Sint Hiëronymuskerk